# 제임스 R. 호그
James Robert Hogg(영어: James Robert Hogg, 1934년 11월 23일 ~ 2025년 1월 2일)는 미국의 군인이다.

## 학력
- 미국 해군사관학교 (졸업)
- 조지 워싱턴 대학교 (경영학 / 석사)

## 생애
1934년 11월 23일 메릴랜드주 아나폴리스에서 출생했으며 미국 해군사관학교에 들어가 1956년 6월 임관하여 제7함대 사령관을 거쳐 1988년 10월 대장으로 진급했다.
그는 NATO 군사 위원회 미국 대표, 방위산업협회 회상 등을 역임했고 해군 공로 훈장, 미국 공로훈장을 서훈받았다. 전역 후에는 해군 작전 전략 연구 그룹에서 일했다.
그의 해상 지휘에는 유도 미사일 순양함 1척, 구축함 편대 2척, 순양함-파괴함 함대가 포함되었다. 그는 1983년 5월부터 1985년 3월까지 미국 제7함대를 지휘했다.
그의 참모 서비스에는 해군 인사국장, 군사 인사 정책국장, 해군 전쟁국장이 군사 요구 사항 및 획득 분야에서 근무하는 행정 보좌관으로 임명되었다.
1991년 5월 해군에서 은퇴하기 전, 그는 나토 군사위원회의 미국 대표로 3년간 근무했다. 그는 또한 미국 국가 안보와 관련된 모든 산업 분야의 약 400개 기업이 모여 있는 주요 방위산업 협회인 국가안보산업협회의 회장으로 4년간 재직했다.
호그 제독은 미 해군사관학교 외에도 미 공군 항공사령부 참모대학을 졸업하고 조지 워싱턴 대학교에서 경영학 석사 학위를 받았다. 현역으로 복무하는 동안 그는 공로 훈장(3개), 공로 훈장(3개) 및 기타 미국 및 외국 훈장을 수여받았습니다. 그는 찰스 E. 부제독을 받았습니다. 위클리 상(1989), 벳시 로스 자유상(1991), 롤랜드 M. 틸 상 (1995), 미 해군사관학교 우수 졸업생 상 (2018), 그리고 해군 제독 조지 듀이 상 (2019).
1995년 7월, 호그는 해군 작전 전략 연구 그룹의 최고 책임자로 임명되었고, 2013년 중반에 은퇴하였다.
호그는 2025년 1월 2일, 90세의 나이로 사망하였다. 그는 2025년 2월 14일 미국 해군사관학교에서 군사 기념식과 함께 묻혔다.